# Полиэтилентерефталат
Полиэтиле́нтерефтала́т (полиэтиленгликольтерефталат, ПЭТФ, ПЭТ, ПЭТГ, лавсан, майлар) — термопластик, наиболее распространённый представитель класса полиэфиров, известен под разными фирменными названиями. Продукт поликонденсации этиленгликоля с терефталевой кислотой (или её диметиловым эфиром); твёрдое, бесцветное, прозрачное вещество в аморфном состоянии и белое, непрозрачное в кристаллическом состоянии. Переходит в прозрачное состояние при нагреве до температуры стеклования и остаётся в нём при резком охлаждении и быстром проходе через т. н. «зону кристаллизации». Одним из важных параметров ПЭТ является характеристическая вязкость, определяемая длиной молекулы полимера. С увеличением присущей вязкости скорость кристаллизации снижается. Прочен, износостоек, хороший диэлектрик.

## История
Исследования по полиэтилентерефталату были начаты в 1935 г. в Великобритании Уинфилдом (англ. John Rex Whinfield) и Диксоном (англ. James Tennant Dickson), в фирме Calico Printers Association Ltd. Заявки на патенты по синтезу волокнообразующего полиэтилентерефталата были поданы и зарегистрированы 29 июля 1941 года и 23 августа 1943 года. Опубликованы в 1946 году.
В СССР был впервые получен в лабораториях Института высокомолекулярных соединений Академии наук СССР в 1949 году. Первые устойчивые образцы были получены в Новосибирске в Лаборатории ацетатных волокон Сибирского отделения Академии наук, откуда происходит и название «ЛАВСАН».
ПЭТ-бутылка была запатентована в 1973 году. А в 1977 году началась промышленная переработка использованной ПЭТ-тары. Распространению бутылок из ПЭТ способствовала их сравнительная дешевизна и практичность. Переработке ПЭТ-бутылок уделяют особое внимание, во многих регионах их собирают отдельно от других бытовых отходов.

## Физические свойства
- плотность — 1,38—1,4 г/см³,
- температура размягчения (t разм.) — 245 °C,
- температура плавления (t пл.) — 260 °C,
- температура стеклования (t ст.) — 70 °C,
- температура разложения — 350 °С.

Нерастворим в воде и органических растворителях. Неустойчив к кетонам, сильным кислотам и щелочам.

## Применение
В России полиэтилентерефталат используют главным образом для изготовления ёмкостей различного вида и назначения (в первую очередь, бутылок). В меньшей степени применяется для переработки в волокна (см. Полиэфирное волокно), плёнки, а также литьём в различные изделия. В мире ситуация обратная: большая часть ПЭТФ идёт на производство нитей и волокон.
Многообразно применение полиэтилентерефталата в машиностроении, химической промышленности, пищевом оборудовании, транспортных и конвейерных технологиях, медицинской промышленности, приборостроении и бытовой технике. Для обеспечения лучших механических, физических, электрических свойств ПЭТФ наполняется различными добавками (стекловолокно, дисульфид молибдена, фторопласт).
Полиэтилентерефталат относится к группе алифатически-ароматических полиэфиров, которые используются для производства волокон, пищевых плёнок и пластиков, представляющих одно из важнейших направлений в полимерной индустрии и смежных отраслях.
Область применения полиэфиров:
- самое массовое из всех видов химических волокон для бытовых целей (одежда) и техники;
- ёмкости для жидких продуктов питания, особенно ёмкости (бутылки) для различных напитков;
- основной материал для армирования автомобильных шин, транспортёрных лент, шлангов высокого давления и других резинотехнических изделий;
- в недавнем прошлом чрезвычайно важный материал для носителей информации — основа некоторых современных фото-, кино- и рентгеновских плёнок (в качестве подложки фото-киноматериалов большей частью используется триацетат целлюлозы); основа носителей информации в компьютерной технике (гибкие диски — дискеты), основа магнитных лент для аудио-, видео- и другой записывающей техники;
- материал для ответственных видов изделий в различных отраслях машиностроения, электро- и радиотехнике, например, применяется в качестве изолятора в электрических конденсаторах;
- листовой материал, прозрачный для солнечных лучей (в том числе и УФ) и устойчивый к воздействиям окружающей среды, используемый в сельском хозяйстве и строительстве;
- металлизированная плёнка широко используется в качестве декоративного, термоизоляционного, светоотражающего, архитектурно-строительного материала.[7]
- применяется в качестве материала для вкладышей подшипников и втулок скольжения.
- электроизоляционные материалы, в частности в композициях обмоточных изоляционных лент для электрических машин, литцендратов.
- в пищевой индустрии, скребки, направляющие.
- в производстве тетивы для луков.

По итогам 2015 года производство полиэтилентерефталата в первичных формах составило 388,8 тыс. тонн, что на 4,8 % больше, чем по итогам 2014 года (370,9 тыс. тонн).

## Полиэтилентерефталат-гликоль
Полиэтилентерефталат-гликоль (ПЭТГ) — это разновидность листового ПЭТа: высокоударопрочный листовой пластик на основе полиэтилентерефталата с сополимером гликолем (по международному обозначению PET-G).
ПЭТГ не кристаллизуется при нагреве, что обеспечивает изделиям из него прочность даже в сложных конструкциях. Хорошая отражающая способность, высокая прозрачность и блеск — свойства, которые обусловливают широкое применение этого пластика в упаковочной промышленности и рекламе. Методом вакуумного формования из ПЭТГ производят косметическую упаковку, листовой пластик используют для создания вывесок, витрин, офисных перегородок, медицинского оборудования.
ПЭТГ поддаётся окрашиванию, металлизации, на него может быть нанесена печать. Из ПЭТГ изготавливают филамент для печати на 3D-принтерах.

## Положительные аспекты ПЭТ
Материал обладает высокой механической прочностью, низким коэффициентом трения и гигроскопичности, а также устойчив к многократным деформациям при растяжении или изгибе. Полиэтилентерефталат сохраняет свои высокие ударостойкие характеристики в рабочем диапазоне температур от −40 °С до +60 °С. Материал имеет высокую химическую устойчивость к воздействию кислот, щелочей, солей, спиртов, парафинов, минеральных масел, бензина, жиров и эфиров. ПЭТ обладает значительной пластичностью в холодном и нагретом состоянии. Электрические свойства полиэтилентерефталата при температурах до 180 °С изменяются незначительно (даже при присутствии влаги). Листы из ПЭТ по светопропусканию (90 %) аналогичны прозрачному оргстеклу (акрилу) и поликарбонату, но при этом в сравнении с ними обладает в 10 раз большей ударопрочностью.

## Недостатки
Существенными недостатками тары из ПЭТФ являются её относительно низкие барьерные свойства. Она пропускает в бутылку ультрафиолетовые лучи и кислород, а наружу — углекислоту, что ухудшает качество и сокращает срок хранения продукта. Это связано с тем, что высокомолекулярная структура полиэтилентерефталата не является препятствием для газов, имеющих небольшие размеры молекул относительно цепочек полимера.

## Названия
В СССР полиэтилентерефталат и получаемое из него волокно называли лавсаном в честь места разработки — Лаборатории высокомолекулярных соединений Академии наук. Аналогичные волоконные материалы, изготавливаемые в других странах, получили другие названия: терилен (Великобритания), дакрон (США), тергал (Франция), тревира (ФРГ), теторон (Япония), полиэстер, мелинекс, милар (майлар), Tecapet («Текапэт») и Tecadur («Текадур») (Германия) и так далее.
Пластики на основе полиэтилентерефталата называются ПЭТФ (в русской традиции) либо PET (в англоязычных странах). В настоящее время в русском языке употребляются оба сокращения, однако когда речь идёт о полимере, чаще используется название ПЭТФ, а когда об изделиях из него — ПЭТ.

## Получение
Вплоть до середины 1960-х годов ПЭТФ промышленно получали переэтерификацией диметилтерефталата этиленгликолем с получением дигликольтерефталата, и последующей поликонденсацией последнего. Несмотря на недостаток этой технологии, заключавшийся в её многостадийности, диметилтерефталат был единственным мономером для получения ПЭТФ, поскольку существовавшие в то время промышленные процессы не позволяли обеспечить необходимую степень чистоты терефталевой кислоты. Диметилтерефталат же, имея более низкую температуру кипения, легко подвергался очистке методом дистилляции и кристаллизации.
В 1965 году Аmoco Соrporation смогла усовершенствовать технологию, в результате чего широкое распространение получил одностадийный синтез ПЭТФ из этиленгликоля и терефталевой кислоты (PTA) по непрерывной схеме.

## Экологические аспекты бутылок ПЭТФ
В июне 2017 года каждую секунду в мире производили 20 тыс. ПЭТ-бутылок, а покупали каждую минуту около 1 млн. Был сделан прогноз, что к 2021 году это число станет больше примерно на 20 %.

### Сравнение ПЭТФ с другими материалами
По результатам отчёта Franklin Associates, в котором были приведены результаты измерений выбросов CO2, потребления энергии и получаемых отходов при производстве разной упаковки на всех этапах жизненного цикла, ПЭТ-бутылка показала наилучший результат с точки зрения экологии.
|                    | Потребление энергии (кВт⋅ч) | Отходы (масса и объём) | Отходы (масса и объём) | Выбросы парниковых газов (в СО2-экв.) |
| Алюминиевая банка  | 4689 кВт⋅ч                  | 348 кг                 | 0,7263 м³              | 1255 кг                               |
| Стеклянная бутылка | 7796 кВт⋅ч                  | 2022 кг                | 1,6361 м³              | 2199 кг                               |
| ПЭТ-бутылка        | 3224 кВт⋅ч                  | 137 кг                 | 0,5122 м³              | 510 кг                                |

С точки зрения углеродного следа ПЭТ-бутылка является самым экологичным вариантом упаковки для напитков из исследуемых. Наиболее экологичным методом производства является производство ПЭТ-бутылки с содержанием вторичного ПЭТФ.
По заявлению компании Coca-Cola, она не собирается отказываться от одноразовых пластиковых бутылок, так как использование только алюминиевой и стеклянной тары приведёт к увеличению углеродного следа. Представители компании также сообщили, что к 2030 году Coca-Cola планирует перерабатывать весь пластик, используемый для упаковки. Для реализации компания собирается использовать при производстве упаковки не менее 50 % переработанного материала.

## Переработка и утилизация
Существующие способы переработки отходов полиэтилентерефталата можно разделить на две основные группы: механические и физико-химические.
Основным механическим способом переработки отходов ПЭТФ является измельчение, которому подвергаются некондиционная лента, литьевые отходы, частично вытянутые или невытянутые волокна. Такая переработка позволяет получить порошкообразные материалы и крошку для последующего литья под давлением. При измельчении физико-химические свойства полимера практически не изменяются.
При переработке механическим способом ПЭТ тары получают т. н. «флексы», качество которых определяется степенью загрязнения материала органическими частицами и содержанием в нём других полимеров (полипропилена, поливинилхлорида), бумаги от этикеток.
Физико-химические методы переработки отходов ПЭТФ могут быть классифицированы следующим образом:
- деструкция отходов с целью получения мономеров или олигомеров, пригодных для получения волокна и плёнки;
- повторное плавление отходов для получения гранулята, агломерата и изделий экструзией или литьём под давлением;
- переосаждение из растворов с получением порошков для нанесения покрытий; получение композиционных материалов;
- химическая модификация для производства материалов с новыми свойствами.

Утилизация ПЭТФ производится управляемым сжиганием при температуре не менее 850 °C.
Вторичная переработка и утилизация ПЭТФ началась практически сразу после его широкого распространения на рынке. В 1976 году, первыми, компания St. Jude Polymers начала перерабатывать использованные бутылки в волосяные щётки и пластиковую ленту. А уже в 1977 компания приступила к производству гранулированного ПЭТФ.
Следующим важным событием в сфере переработки отходов из ПЭТФ стало начало их переработки в волокно, пригодное для производства ковровых покрытий и волокнистого наполнителя компанией Wellman.
С 1994 года был предложен процесс переработки, который подразумевает производство вторичного ПЭТФ, близкого по свойствам к первичному материалу. Процесс состоит из измельчения ПЭТФ отходов, очистки и переработки полученного дроблённого материала в гранулят. В 1998 году одно из предприятий во Франции уже производило до 30 тыс. тонн подобного гранулята в год.
ПЭТФ полностью поддаётся переработке, но в 2016 году меньше половины всех проданных бутылок были собраны для переработки, и только 7 % из них дошли до конца цепочки, став новыми бутылками. Часть пластиковых отходов (около 12 %) сжигается, однако, как отмечают эксперты, подобная утилизация может иметь негативные последствия для окружающей среды и здоровья. В ходе сгорания могут выделяться разные токсичные соединения, в том числе диоксины.
Лидерами по сбору ПЭТ бутылок остаются развитые западные страны, в которых успешно функционируют системы вторичной переработки пластиковой тары. Так, в Европе в переработку попадает около 60 % ПЭТ бутылок, а в Германии и Нидерландах перерабатывается более 90 % всех собранных пластиковых бутылок. К тому же, в Евросоюзе законодательством запрещён контакт вторичного ПЭТФ с пищевым продуктом. Это связано с тем, что в общий поток отходов на переработку может попасть упаковка от продуктов бытовой химии или иных веществ, которые могут оказаться токсичными. Таким образом, производители упаковки либо используют ПЭТФ для производства непродовольственной тары, либо прибегать к технологии bottle-in-bottle. Данная технология предполагает, что содержимое упаковки будет контактировать со слоем материала, изготовленного из первичного ПЭТФ. Данный метод позволяет обеспечивать производство из вторичного материала только на 80 %.
Если описывать российский опыт, то в России в год отсортировываются около 650 тыс. тонн ПЭТ бутылок. Сектор безалкогольных напитков составляет около 55 % этой доли, остальная часть приходится на пиво — 18 %, молоко — 13 % и масляную продукцию — 8 %. Но все же, только 170 тыс. тонн ПЭТ отходов попадает на переработку. Это не более 26 % от общего числа собранных бутылок, хотя мощности заводов по вторичной переработке недогружены.
Многие компании в России уже придерживаются ответственного подхода при ведении бизнеса и используют вторичное сырьё при производстве тары для собственной продукции. Так, например, Bavaria уже использует 10 % восстановленного сырья при производстве ПЭТ тары, а Unilever использует ПЭТ тару, состоящую на 100 % из вторичного сырья.
Компания из нефтехимической отрасли «СИБУР» заявила о намерении наладить переработку ПЭТ-упаковки на предприятии «Полиэф», расположенного в Башкирии. Из упаковки планируется производить гранулы с использованием 25 % вторичного ПЭТ и вовлекать его в производство первичного ПЭТФ.
Кроме бутылок, одним из назначений для вторичного ПЭТФ является производство волокон, используемых в нетканых материалах, ковровых покрытиях, штапельных материалах для одежды и спальных мешков и другие. Вторичный ПЭТФ также идёт на изготовление лент, канатов, листов, полимерно-песчаной черепицы, стеновых блоков, тротуарной плитки и т. д..

### Перспективы биологических методов переработки ПЭТФ
В 2016 году японские учёные открыли бактерию Ideonella sakaiensis (линия 201-F6), которая способна разлагать ПЭТФ до терефталевой кислоты и этиленгликоля примерно за шесть недель. Это открытие показало, что существуют возможности биоремедиации ПЭТФ. В 2018 году было показано, что с помощью генетической инженерии можно повысить эффективность фермента ПЭТФазы, ответственного за разложение ПЭТФ у Ideonella sakaiensis. Этого удалось достичь путём изменения двух аминокислотных остатков в активном центре фермента. Оказалось также, что модифицированный фермент ПЭТФаза способен к разложению другого пластика — полиэтиленфурандикарбоксилата, то есть модификация фермента привела к появлению нового субстрата для его действия.